# Quines
Quines is een plaats in het Argentijnse bestuurlijke gebied Ayacucho in de provincie San Luis. De plaats telt 6.128 inwoners.

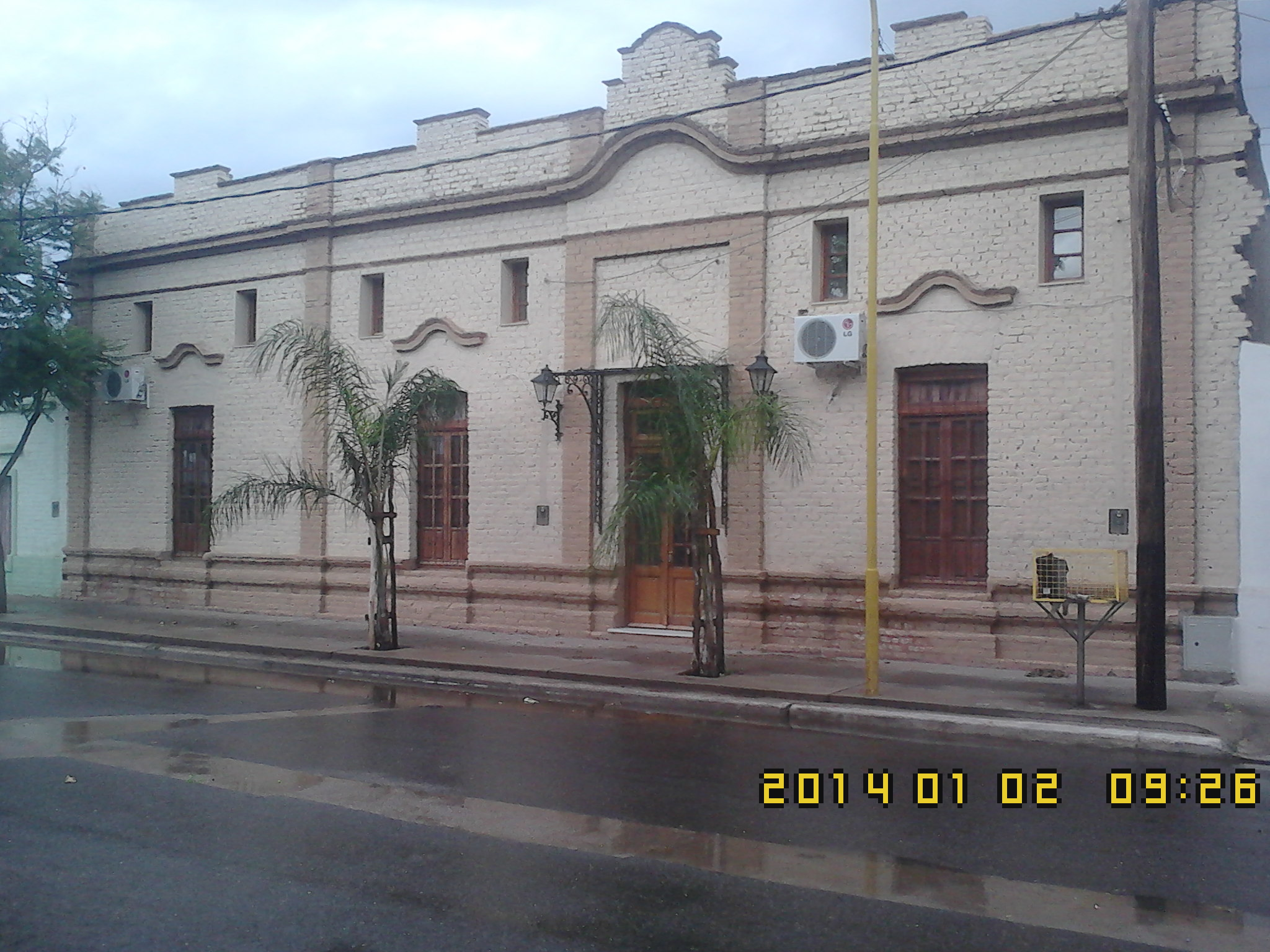
Casa de la cultura